# Модельская, Барбара
Барбара Модельская (пол. Barbara Modelska) — польская актриса театра и кино. Родилась в 1935 году во Львове.
Её отец, Мариан Модельски, окончил Политехнический институт в польском тогда Львове, когда сопровождающая его жена Эрна родила дочь Барбару. Семья Модельских вернулась в родную Варшаву уже втроём, там провели период Второй мировой войны. После войны семья Модельских переехала во Вроцлав, где её отец был назначен инспектором шахт Союза угольной промышленности.
В 1957 году дебютировала в фильме режиссёра Станислава Ленартовича «Встречи», в роли Фаустынки, которую она считала самой важной в своей карьере. Как актриса она выступала под девичьей фамилией.
В 1957—1970 годах она снялась в десяти художественных фильмах, а также в 1973 году в телевизионной постановке «Маскарад» Михаила Лермонтова, режиссёра Константина Цицишвили (поль.).
После окончания выступлений занялась только домом и семьёй.

## Избранная фильмография
- 1957 — Встречи / Spotkania — Фаустина
- 1957 — Шляпа пана Анатоля / Kapelusz pana Anatola — Киця, член банды
- 1958 — Дезертир / Dezerter — барменша
- 1958 — Таблетки для Аурелии / Pigułki dla Aurelii — Лили
- 1958 — Восьмой день недели / Ósmy dzień tygodnia — девушка, похожая на Агнешки
- 1962 — Гангстеры и филантропы / Gangsterzy i filantropi — девушка в окне
- 1962 — Голос с того света / Głos z tamtego świata — Йоля, любовница Аксамитовского
- 1969 — Человек с ордером на квартиру / Człowiek z M-3 — Кася
- 1970 — Кто верит в аистов? / Kto wierzy w bociany? — курортница
- 1973 — Маскарад / Maskarada («театр телевидения» по драме Лермонтова)

## Личная жизнь
Барбара в девятнадцать лет стала женой химика Альфреда Игоря Толлочко и матерью сына Кшиштофа. После развода она ещё три раза была замужем, в последний раз в 1981 году за хирургом-ортопедом Владимиром Табяном, с которым прожила почти 30 лет.
Умерла от рака, похоронена на лютеранском кладбище в Варшаве.